# Slánskýjev proces
Proces Slánský (češko Proces se Slánským), z daljšim uradnim naslovom Sojenje vodstvu protidržavnega zarotniškega centra, ki ga je vodil Rudolf Slánský (češko Proces s vedením protistátního spikleneckého centra v čele s Rudolfem Slánským), je bil politično montiran sodni proces, ki je potekal pod Stalinovim pritiskom od 20. novembra do 27. novembra 1952 v Pragi. Na procesu je bilo izrečenih 11 smrtnih obsodb in tri doživljenjske zaporne kazni. Glavni obtoženec je bil češki komunistični politik Rudolf Slánský. 

## Ozadje
Sojenje je bilo zasnovano kot opozorilo in svarilo vsem komunističnim državam pred odstopanji od sovjetske politike. Stalin je hotel preprečiti odtujitev socialističnih držav v svoji politični sferi, kot je uspelo Titu v Jugoslaviji. Proces je potekal ob podpori madžarskih komunistov, ki so poudarjali, da so imeli obsojeni na procesu Lászlu Rajku septembra 1949 stike s češkoslovaškimi komunisti. 
Da bi bil opozorilni učinek čim močnejši, so bili obtoženci člani Komunistične partije Češkoslovaške z najvišjih partijskih položajev. Ko je Sovjetska zveza po volitvah januarja 1949 izgubila možnost vplivanja na izraelsko politiko prek levičarskega gibanja, je sovjetska politika zavzela proarabsko držo in začela antisemitsko propagandno kampanjo. Ta politika je kasneje vplivala tudi na izbiro obtožencev v procesu Slánský.

## Val aretacij in sojenj
Prvi aretirani je bil Eugen Löbl, namestnik ministra za zunanjo trgovino. Zaprli in zaslišali so ga jeseni 1949. Oktobra 1950 mu je sledil brnski sekretar Komunistične partije Češkoslovaške Otto Šling. Aretacije so se nadaljevale leta 1951. Januarja sta bila aretirana minister za zunanje zadeve Vladimír Clementis in njegov namestnik Artur London, februarja pa Karel Šváb, namestnik ministra za nacionalno varnost. Položaj Rudolfa Slánskega v stranki je bil dolgo časa na videz varen in julija 1951 so njegov 50. rojstni dan praznovali z velikim pompom in uradnimi častmi. Kmalu zatem so ga začeli napadati v najožjem partijskem vodstvu zaradi pomanjkanja pazljivosti in nedoslednega pristopa v boju proti notranjemu sovražniku. V začetku septembra so mu po vsiljeni samokritiki odvzeli položaj generalnega sekretarja, ki je bil uradno ukinjen, in ga postavili na nižje rangirano mesto podpredsednika vlade. 
11. novembra 1951 je Stalinov tesni sodelavec Anastas Mikojan inkognito prispel v Prago s Stalinovim navodilom, naj Slánskega nemudoma aretira. Klement Gottwald je novembra 1951 pod sovjetsko grožnjo, da bo tudi sam vpleten v zaroto, dal soglasje za aretacijo svojega prijatelja Slánskega, generalnega sekretarja Centralnega komiteja Komunistične partije Češkoslovaške republike. 
Sovjetski svetovalci so s pomočjo Državne varnosti v "zaroto" vključili vrsto osebnosti: od stalinistov Švába in Reicina, prek zmernih komunistov Klementisa in Franka do nepolitičnih strokovnjakov, kot sta bila Margolius in Frejka, in končno Slánskega, ki je bil nekaj časa sam odgovoren za pripravo sodnih procesov. 
Po več mesecih fizičnega pritiska in neskončnih zasliševanj so se obtoženci prvič srečali na državnem sodišču, katerega sojenje je potekalo v glavni praški sodni dvorani na Pankrácu. Sojenje je potekalo od 20. do 27. novembra 1952. Glavni tožilec je bil Josef Urválek. Obtoženi so bili vohunjenja, trockizma, titoizma, zarote proti republiki in sabotaže ter označeni za sovražnike češkoslovaškega ljudstva in cionistične, buržoazno nacionalistične izdajalce. Za enajst od štirinajstih obtožencev je bilo ugotovljeno, da so bili judovskega porekla. Clementis je bil Slovak, Švab in Frank pa Čeha brez judovskih korenin. Vsi obdolženci so se morali na pamet naučiti svoje izjave, ki so jih zanje napisali zasliševalci in jih pred glavno obravnavo večkrat preizkusili. Proces je imel na Češkoslovaškem velik odmev. Sojenje je podprlo  več kot 8.500 peticij. Večina jih je zahtevala smrt za vse obtožene. 
Enajst obtoženih je bilo obsojenih na smrt, trije na dosmrtni zapor. Število tako strogih kazni na enem samem procesu je bilo največje zunaj ZSSR. Odločitev o krivdi in kazni je bila sprejeta na Centralnem komiteju Komunistične partije Češkoslovaške in v Moskvi in ne na sodišču. Predsednik Češkoslovaške republike  Klement Gottwald  je zavrnil pomilostitev obsojencev. Usmrčeni so bili  ponoči 3. decembra 1952 v zaporu Pankrácká. Pepel obsojenih so pripadniki StB raztrosili nekje v okolici Prage.

## Obtoženci
Obtožene so bile naslednje osebe:
|     | Slika | Ime                | Leto rojstva | Funkcija                                                                           | Sodba          |
| --- | ----- | ------------------ | ------------ | ---------------------------------------------------------------------------------- | -------------- |
| 1.  |       | Rudolf Slánský     | 1901         | Generalni sekretar KP ČSSR                                                         | smrtna kazen   |
| 2.  |       | Vladimír Clementis | 1902         | Minister za zunanje zadeve                                                         | smrtna kazen   |
| 3.  |       | Otto Fischl        | 1902         | Namestnik ministra za finance                                                      | smrtna kazen   |
| 4.  |       | Josef Frank        | 1909         | Namestnik generalnega sekretarja KSČ                                               | smrtna kazen   |
| 5.  |       | Ludvík Frejka      | 1904         | Vodja oddelka za narodno gospodarstvo Urada predsednika republike                  | smrtna kazen   |
| 6.  |       | Bedřich Geminder   | 1901         | Vodja mednarodnega oddelka Centralnega komiteja Komunistične partije Češkoslovaške | smrtna kazen   |
| 7.  |       | Vavro Hajdů        | 1913         | Namestnik ministra za zunanje zadeve                                               | dosmrtni zapor |
| 8.  |       | Eugen Löbl         | 1907         | Namestnik ministra za zunanjo trgovino                                             | dosmrtni zapor |
| 9.  |       | Artur London       | 1915         | Namestnik ministra za zunanje zadeve                                               | dosmrtni zapor |
| 10. |       | Rudolf Margolius   | 1913         | Namestnik ministra za zunanjo trgovino                                             | smrtna kazen   |
| 11. |       | Bedřich Reicin     | 1911         | Namestnik ministra za narodno obrambo                                              | smrtna kazen   |
| 12. |       | André Simone       | 1895         | Urednik časnika Rudé právo                                                         | smrtna kazen   |
| 13. |       | Otto Šling         | 1912         | Vodilni sekretar regionalnega komiteja KSČ v Brnu                                  | smrtna kazen   |
| 14. |       | Karel Šváb         | 1904         | Namestnik ministra za narodno varnost                                              | smrtna kazen   |

## Stranske žrtve čistk
Vse partijske čistke so imele poleg izrečenih smrtnih obsodb tudi svoje "stranske"  žrtve. V okviru sojenja Slánskemu je na primer v nejasnih okoliščinah umrl  Svatopluk Rada, rudarski strokovnjak in predstavnik vlade za strateško pridobivanje uranove rude. Žene in otroci obsojencev so bili ekonomsko in socialno oškodovani. 
Kasneje sta bila iz podobnih razlogov obtožena politika  Mordekaj  Oren in Šimon Ornstein. 

## "Psu pasja smrt!"
V poročilu osmega (zadnjega) dneva sojenja je parolo "Psu pasja smrt!" (češko Psovi psí smrt!)  verjetno prvi uporabil pesnik Ivan Skála. Po razpoložljivi literaturi se avtorstvo pomotoma pripisuje tudi drugim piscem, med njimi Ivano Olbrachtu in Mariji Pujmanovi. Olbracht je to verjetno zapisal zato, ker je za Rudé právo pisal tudi poročila o procesu, avtorstva Pujmanove pa ni mogoče dokazati. 
Psu pasja smrt (rusko собаке собачья смерть, sobake sobach'ya smert') je star ruski pregovor, omenjen v literaturi že leta 1833. Ta rek naj bi izrekel tudi car Nikolaj I., ko je leta 1841 izvedel za smrt pesnika Lermontova.

## Rehabilitacija in odlikovanja
Leta 1963 so bili vsi obtoženci partijsko in sodno tajno rehabilitirani, vendar je bila češkoslovaška javnost s tem podrobneje seznanjena šele leta 1968. 
30. aprila 1968 je predsednik Ludvík Svoboda nekaterim kaznjencem podelil redove ali odlikovanja:
- Vladimir Clementis, Odlikovanje heroja Češkoslovaške, in memoriam
- Josef Frank, Odlikovanje heroja Češkoslovaške, in memoriam
- Ludvík Frejka, Red republike, in memoriam
- Vavro Hajdů, Red republike
- Arthur London, Red republike
- Rudolf Margolius, Red republike, in memoriam
- André Simone, Red republike, in memoriam
- Bedřich Geminder, Red dela, in memoriam
- Eugen Löbl, Red dela